# Partit Comunista d'Espanya (marxista-leninista)
El Partit Comunista d'Espanya (marxista-leninista), PCE (m-l) és un partit polític d'ideologia marxista-leninista sorgit el 1964 d'una escissió al Partit Comunista d'Espanya (PCE). Es va enfrontar a la dictadura de Franco i va ser el principal impulsor del Front Revolucionari Antifeixista i Patriota (FRAP). El partit històric es va dissoldre al 1992, malgrat al 2006 l'antic dirigent Raúl Marco va impulsar la seva refundació.

## Història

### Fundació i primers anys
Va ser constituït el 1964 per grups de militants que rebutjaven la política del PCE de Santiago Carrillo de «reconciliació nacional», així com l'eurocomunisme. Es tractava del primer partit sorgit d'una escissió del PCE des que fos fundat, i que és qualificada habitualment per les fonts com a «pro-xinesa» en el context de l'època, també en ocasions com «maoista».
Durant els seus primers anys, el PCE (m-l) va tenir una presència molt reduïda dins l'Estat i va estar marcat per les detencions i les escissions. Ja el desembre del 1964 van ser detinguts per la Policia franquista els primers activistes. L'abril del 1965, un altre grup va ser detingut en intentar difondre el primer exemplar de Vanguardia Obrera. El 1968 l'organització sencera del PCE (ml) a l'interior va ser desmantellada per la policia, mentre la direcció romania a Ginebra.
Des del seu naixement, el PCE (m-l) va encoratjar la tàctica frontista en les seves concepcions polítiques de lluita contra la dictadura. En aquell moment seguia la línia del PC Xinès, a qui va tenir com a referent i suport internacional, fins que per diferències ideològiques van fer el canvi al Partit del Treball d'Albània, del qual va seguir rebent suport econòmic i polític, establint la seva seu central a Tirana, la capital d' Albània, i fent de Ràdio Tirana el principal mitjà de promoció de les seves idees polítiques.
El seu òrgan d'expressió va ser la revista Revolución Española fins al 1977, quan va ser reanomenada Vanguardia Obrera. Els seus joves estaven enquadrats en la Joventut Comunista d'Espanya (marxista-leninista).

### La formació del FRAP
Amb la decadència del franquisme tardà i les grans mobilitzacions de l'antifranquisme, el Partit va considerar que la fi del règim estava a prop, per la qual cosa havia de fer un pas més en la seva estratègia revolucionària. Així doncs, el gener de 1971, en una reunió celebrada a París, van decidir construir el Frente Revolucionario Antifascista y Patriota (FRAP), amb el suport d'organitzacions properes com la Federació Universitària Democràtica Espanyola (FUDE), la Oposició Sindical Obrera, o el Front Espanyol d'Alliberament Nacional (FELN).
Tot i que el FRAP encara no estava oficialment constituït, tradicionalment s'assenyala com a primera acció els successos del Primer de maig de 1973 a Madrid, quan en una manifestació convocada per les organitzacions membres, i fruit dels enfrontaments amb la policia, va morir un subinspector de la policia nacional per apunyalament, a més de dos ferits de consideració. En conseqüència, es va desencadenar una ràpida repressió policial i l'abandó de part de la militància. Nombrosos militants van ser detinguts i torturats en dependències policials, cosa que va fer que augmentés també l'activitat de resposta de l'embrió del FRAP. El 30 d'agost va ser detingut Cipriano Martos, sotmès a duríssims interrogatoris, va acabar mort el 17 de setembre a conseqüència d'haver-li obligat a beure el contingut d'un còctel molotov.
Finalment, el FRAP va ser fundat oficialment el novembre de 1973 a París. En els gairebé tres anys transcorreguts, el PCE (ml) no havia aconseguit incorporar cap altra força política al Front. Per tant, el FRAP va ser creació gairebé exclusiva del partit fins al punt que les actuacions de tots dos són difícils de delimitar i tendeixen a ser confoses. No obstant això, entre 1973 i 1975 va ser una de les organitzacions de l'extrema esquerra més actives a les universitats, instituts i certs barris obrers de Madrid.
Mentre l'oposició democràtica impulsava i generava espais unitaris, el Partit es va anar aïllant a conseqüència de la repressió i la clandestinitat més dura. En aquest sentit, davant la creació de la Junta Democràtica, el PCE (m-l) va formar els Comitès d'Unitat Popular, però no va tenir cap èxit. Va continuar el camí de la radicalitat, arribant a la decisió d'organitzar grups de combat per fer un salt qualitatiu: es van fer robatoris d'armes, atracaments a mà armada, atacs a empreses amb conflictes laborals i a institucions oficials. Durant el següent any tres policies van morir a mans dels grups.  Encara que els atemptats havien estat comesos pels «Grups de Combat» del Front, van ser reivindicats pel FRAP, la qual cosa va fer que aquest fos percebut com un grup armat en si mateix i no com un front polític.
De nou, la resposta del règim va ser contundent. Tres militants del FRAP —Xosé Humberto Baena Alonso, José Luis Sánchez Bravo i Ramón García Sanz— van ser afusellats el 27 de setembre juntament amb dos membres d' ETA, en el que van ser les últimes execucions en vida de Franco. El fet va tenir una àmplia repercussió internacional. La repressió pràcticament va acabar amb l'operativitat del FRAP com a organització armada. Prova de la intensitat de la repressió sobre el FRAP és el fet que, entre 1975 i 1976, el Tribunal d'Ordre Públic (TOP) va dictar 49 sentències contra militants seus o del PCE (ml), un nombre que supera les altres forces d'oposició tret d'ETA.

### Del FRAP a la CRPE
El juliol de 1976 va celebrar a París la II Conferència Nacional, durant la qual va saltar l'enfrontament fruit del desgast repressiu i l'aïllament polític, donant com a resultat l'abandonament del partit per la major part dels militants i quadres de l'interior, i fins i tot per alguns dirigents, molts dels quals van entrar a l'Organització Revolucionària de Treballadors (ORT). El partit va decidir que, atesa «la desigual correlació de forces entre els que estan per la lluita i la liquidació del règim i els que, des del PSOE i encara més el PCE, propicien pacte rere pacte», calia renunciar a la lluita armada. Com a conseqüència, els «grups de combat» del FRAP només es van dedicar a accions per aconseguir finançament.
Així doncs, debilitat i dividit, el partit va perdre influència i capacitat durant la transició espanyola, a la que s'oposava fermament, reivindicant una ruptura real amb el franquisme i els seus hereus polítics, que fossin jutjats els seus crims i que es recuperés la República espanyola. Aquesta posició minoritaria en el procés en marxa el va fer quedar al marge de la Coordinació Democràtica, en què participaven el PCE, el PSOE i altres forces que van acabar negociant la Reforma amb el president Suárez.
El Partit va decidir desactivar progressivament els CUP per formar la Convenció Republicana dels Pobles d'Espanya (CRPE), una nova organització controlada pel partit i les seves organitzacions satèl·lits alternativa a la Platajunta, seguint els plantejaments crítics amb la transició i la monarquia. Per complementar-la, es va promoure la creació d'agrupacions republicanes clandestines a empreses, barris i municipis amb l'objectiu d'implantar un Govern Provisional Republicà. No obstant això, i una vegada més, aquests organismes no van aconseguir assolir sectors aliens al mateix PCE (ml).
El 14 d'abril de 1977, aniversari de la proclamació de la II República, el Partit, la CRPE i l'OSO van convocar una vaga general reclamant la instauració d'un govern provisional republicà i contra la convocatòria d'eleccions pel Govern. L'atur va tenir un seguiment escàs, però un intent de manifestació a la Plaça d'Espanya va donar lloc a enfrontaments que van durar més d'una hora. Hi va haver 32 detinguts a Madrid i un centenar a tot Espanya, i conseqüents denúncies de tortures per part seva.
Al maig, els successos de la setmana proamnistia del País Basc i Navarra van fer que l'esquerra radical convoqués protestes a altres llocs. El FRAP, juntament amb la CNT, la LCR i altres organitzacions, van convocar una manifestació a Madrid. El dia 27, el PCE (ml) va convocar una altra protesta que va acabar amb els habituals enfrontaments i amb nou detinguts, set dels quals denunciarien després haver estat objecte de maltractaments.

### La consolidació del nou règim
Després de les eleccions de 1977, que el Partit va boicotejar demanant l'abstenció, es va celebrar el seu II Congrés, sense canvis estratègics rellevants, mantenint l'aposta de la CRPE i del FRAP malgrat les dificultats i la consolidació de la Transició espanyola. Després d'aquest, el partit va experimentar un cert creixement. Vanguardia Obrera va passar a publicar-se setmanalment i als actes de l'organització a Madrid solien acudir-hi un miler de persones. A més, l'Associació Obrera Assembleista (AOA), promoguda pel partit, va aconseguir ser legalitzada. L'AOA va coexistir per un temps amb l' OSO defensant la participació obrera a través d'assemblees de centre de treball. A les eleccions sindicals del 1978 va aconseguir uns 300 delegats a Madrid.
Amb l'aprovació de la llei d'amnistia, que era una de les principals reivindicacions del Partit, nombrosos militants presos van començar a ser excarcerats. Tot i això, el partit es va oposar a la Llei perquè entenia que excloïa alguns represaliats, com els condemnats per ser membres de la Unió Militar Democràtica, per homosexualitat, adulteri o avortament, i perquè incloïa els funcionaris del règim a qui considerava calia jutjar.
Al maig de 1978, el partit va sol·licitar formalment la legalització, alhora que posava fi definitivament a les activitats dels grups de combat del FRAP. Tot i això, les autoritats es van negar i van declarar il·legals al partit, el FRAP i la CRPE. Davant aquesta situació, la Convenció va rebre suports nacionals i internacionals, com el dels escriptors francesos Simone de Beauvoir i Claude Bourdet. Per reafirmar el seu desig de sortir a la llum, el partit va obrir una vintena de seus a diferents ciutats, la qual cosa va comportar una despesa que era satisfeta gràcies als atracaments del FRAP. La legalització del Partit no arribaria fins al febrer del 1981, amb una sentència ferma del Tribunal Constitucional.
A les eleccions legislatives i a les municipals de 1979 el PCE (ml) —encara il·legal— va participar a través de candidatures denominades «Esquerra Republicana»,  però només va obtenir resultats purament testimonials: 55.384 vots a tot Espanya, un 0, 31% del total.
El febrer del 1982 el PCE (ml) va patir una nova escissió que el va debilitar considerablement. Una part dels dissidents s'uniria al PSOE. Al setembre del mateix any va aconseguir la legalització de la CRPE, però només per cessar definitivament la seva activitat poc després, cansats els membres de no obtenir cap resultat. Ja legal, el partit es va poder presentar per primera vegada amb el seu propi nom a les eleccions legislatives de 1982,  tot i que van obtenir pitjors resultats que al 79, només 23.186 vots, un 0,11%.
A partir de la seva legalització, el PCE (ml) es va trobar en una difícil situació provocada per la seva absència absoluta de representació institucional i mai va recuperar la notorietat que la violència del FRAP li havia atorgat durant els últims anys de la dictadura. Finalment, la nova situació provocada per la caiguda del bloc comunista el van portar a dissoldre el Partit el 1992.

## Refundació del Partit
Després de la dissolució del Partit, Raúl Marco, un dels principals dirigents històrics, va fundar el Col·lectiu Octubre que va donar origen a l'Organització Comunista Octubre, que aconseguiria mantenir els militants de la zona de Madrid. Alhora naixien noves organitzacions en altres territoris disconformes amb la dissolució: l'Organització Comunista del País Valencià (OCPV) i l'Organització Comunista 27 de setembre (OC 27-S) a Castella. Anys després va néixer el Comitè Estatal d'Organitzacions Comunistes (CEOC), que coordinava a aquestes noves organitzacions pretenent, a través del debat, acabar unint-les. A la fi de 2005 una nova organització ingressa en el CEOC, l'Organització Comunista de Catalunya. Així, a l'octubre de 2006 es va portar a terme el Congrés Extraordinari del CEOC que va reconstituir el PCE (m-l) i la Joventut Comunista d'Espanya (marxista-leninista), malgrat pocs anys després i fruit de desavinences ideològiques membres de l'OCPV i l'OCC marxarien del nou partit.
El nou PCE (m-l) promouria espais amplis republicans seguint la tradició històrica amb els CUP i la CRPE, participant en Ciutadans per la República, renombrat posteriorment com a Republicans. La mateixa plataforma es presentaria a les eleccions de 2011 amb un suport molt minoritari i per darrere dels resultats del Partit de 1979 i 1982, amb 5.430 vots i el 0.02%. Més endavant donarien suport, a través de Republicans, a la candidatura d'Elpidio Silva a les europees de 2014, que obtindria finalment 105.666 vots, el 0.67% i cap representació. Fruit d'aquesta decisió, la JCE (m-l) trencaria amb el partit el mateix any, conformant més tard l'Organització Comunista Revolució.
El nou PCE (m-l) és membre de la Conferència Internacional de Partits i Organitzacions Marxista-Leninistes (Unitat i Lluita).